# Cyphostemma bambuseti
Cyphostemma bambuseti är en vinväxtart som först beskrevs av Gilg & Brandt, och fick sitt nu gällande namn av Descoings och Wild & R. B. Drumm.. Cyphostemma bambuseti ingår i släktet Cyphostemma och familjen vinväxter. Utöver nominatformen finns också underarten C. b. glandulosissimum.